# Crasna (Sălaj)
Crasna é uma comuna romena localizada no distrito de Sălaj, na região histórica da Crișana (parte da Transilvânia). A comuna possui uma área de 71.12 km² e sua população era de 6433 habitantes segundo o censo de 2007.